# Gérard de Csanád
Gerardo Sagredo ou  Gérard de Csanád ou Gérard de Hongrie (en hongrois : Szent Gellért), évêque puis martyr en 1046, est un saint fêté par l'Église catholique le 24 septembre. Il est né le 23 avril 980 à Venise et mort le 29 août 1046 à Buda.

## Biographie
Né à Venise vers 980, Gérard devient moine puis abbé du monastère bénédictin San Giorgio de Venise.
Gérard Sagredo se rendait en Terre sainte, lorsque le roi saint Étienne Ier le retint en Hongrie en lui confiant l'éducation de son fils Émeric.
Il devint successivement ermite dans la forêt de Bakony (où se trouve l'abbaye de Bakonybél) et le premier évêque du diocèse de Csanád, fondé par le roi au Sud-Est du pays (aux confins de la Hongrie, de la Roumanie et de la Serbie actuelles).
L'évêque évangélisa des populations de religion païenne, chamaniste en s'appuyant sur la liturgie, pour instruire les fidèles et les amener à la piété, et sur la dévotion envers la Vierge Marie.
Après la mort du roi, les guerres de succession amenèrent au pouvoir le prince André qui avait soutenu dans un premier temps la révolte païenne de Vata avant de s'y opposer une fois devenu roi. Au cours d'une des missions d'évangélisation que saint Gérard menait avec deux autres évêques, il fut enlevé par des païens, lapidé, achevé à coups de lance et jeté le 24 septembre 1046 dans le Danube à partir d'une colline de Buda, laquelle porte son nom : le Gellért-hegy. Les deux autres évêques furent martyrisés avec lui.

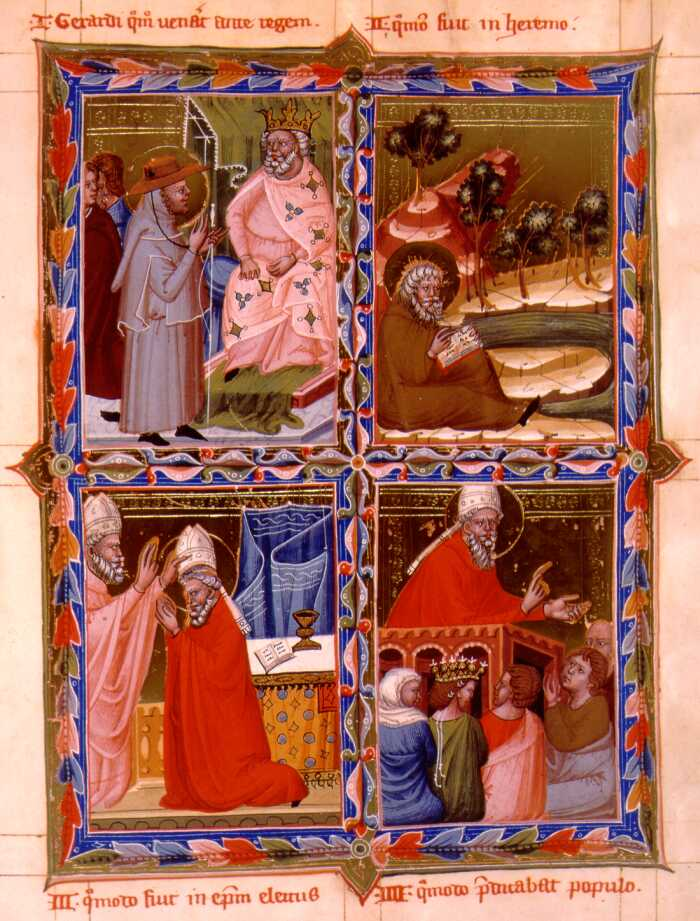
Vie de Gérard.
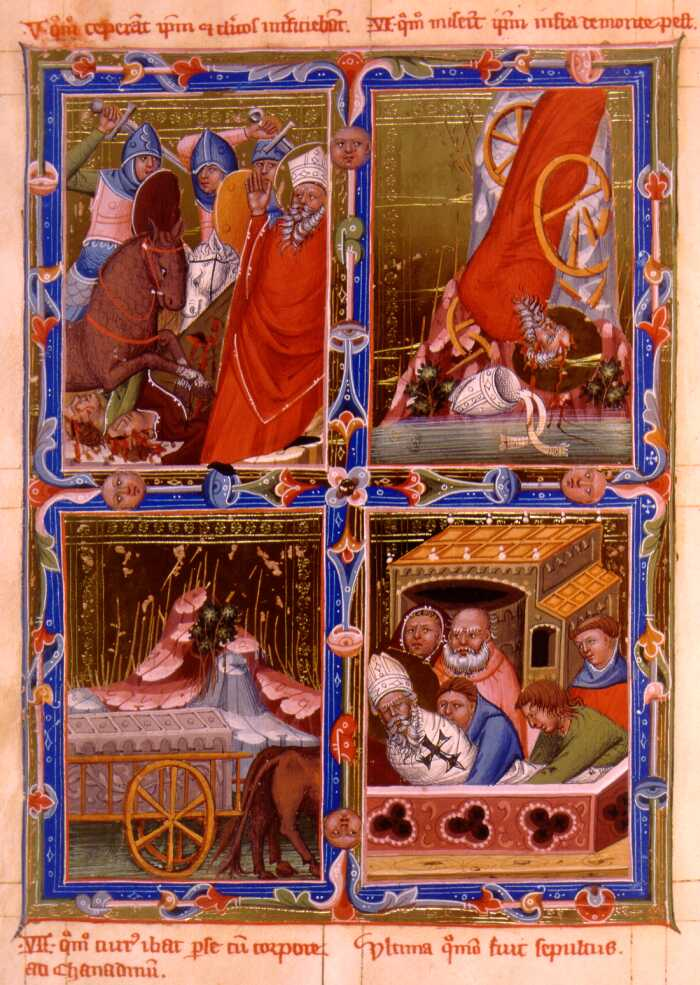
Martyre de Gérard.
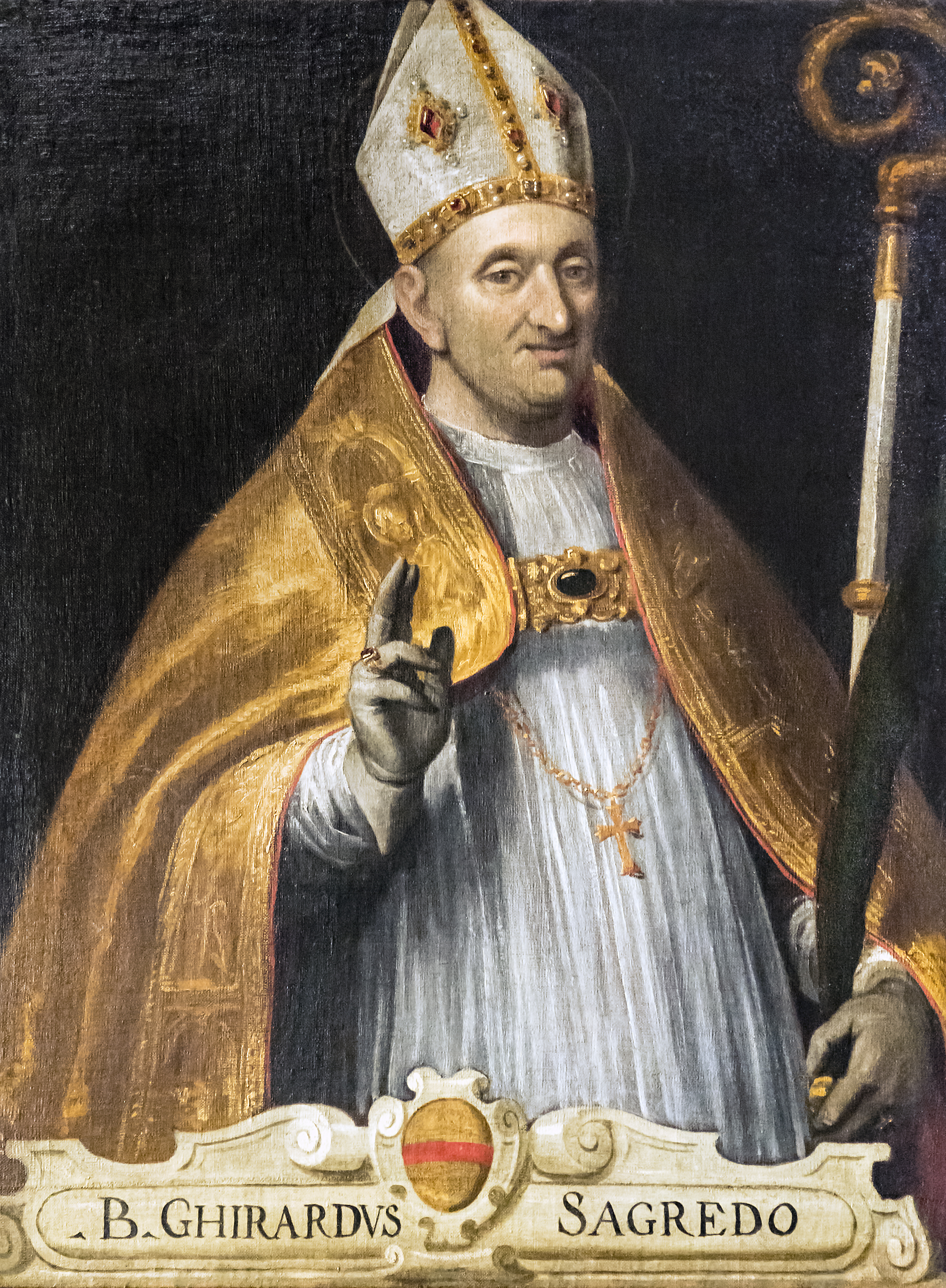
Gérard de Csanád, église de la Madonna dell'Orto.